# 東南旅行社
東南旅行社股份有限公司（英語：South East Travel Service Co., Ltd.，簡稱：東南旅遊）是台灣的旅遊集團，成立於1961年（民國50年）4月1日。擁有綜合旅行社執照，服務內容包含國內外團體旅遊、自由行、機票、訂房、票券、郵輪等；也提供商務旅遊、渡假會議、員工旅遊、公司行號員工旅遊等服務。除臺灣有70個以上據點外，在中國大陸、日本、美國也設立分公司，提供消費者旅遊諮詢。

## 關係企業
- 東南遊覽汽車股份有限公司
- 東南留學服務股份有限公司
- 易福網股份有限公司
- 天馬旅行社股份有限公司
- 日朋旅行社股份有限公司
- 台富旅行社股份有限公司
- 金門皇家酒廠股份有限公司

## 得獎紀錄
| 年份   | 獲提名 | 獎項                                                                 | 結果 |
| ------ | ------ | -------------------------------------------------------------------- | ---- |
| 2016年 |        | 新世代最嚮往企業 TOP 100                                             |      |
| 2014年 |        | 首屆健康維護指標旅行社認證                                           |      |
| 2013年 |        | 經濟部第13屆金網獎企業獎虛實整合類 銀質獎                            |      |
| 2012年 |        | 壹週刊第九屆「服務第壹大獎 旅行社第二名」                            |      |
| 2011年 |        | Yahoo!奇摩 情感品牌大獎 2010-2011 旅行社類第2名                      |      |
| 2010年 |        | 社團法人中華民國網路消費協會 頒發「2010年旅行社網站 商品服務金質獎」 |      |

## 外部連結
- 東南旅遊網 （页面存档备份，存于）
- 東南留遊學 （页面存档备份，存于）
- 東南遊覽汽車公司 （页面存档备份，存于）
- 金門皇家酒廠 （页面存档备份，存于）
- 東南旅遊的Facebook專頁
- YouTube上的Settour 東南旅遊頻道